# 第十代邓唐纳德伯爵托马斯·科克伦
第十代邓唐纳德伯爵、马拉尼昂侯爵托马斯·科克伦 (Thomas Cochrane, 10th Earl of Dundonald, Marquess of Maranhão) （1775年12月14日 - 1860年10月31日），1778年至1831年间被封为科克伦勋爵 是英国皇家海军的一名海军旗官，雇佣兵和激进政治家。拿破仑战争期间，他是一名极具战术性的海将，导致拿破仑昵称他 Le Loup des Mers，“海狼”。他几乎在他参与的所有海军行动中取得了成功。
1814年，因在伦敦证券交易所因欺诈而被定罪后，他被皇家海军解雇。在1820年代的独立战争期间，他帮助组织和领导了智利和巴西的反叛海军。在负责智利海军的同时，科克伦还通过秘鲁自由远征为秘鲁的独立做出了贡献。他还受雇帮助希腊海军，但影响不大。
1832年，他被皇室赦免，并恢复皇家海军的海军少将军衔。经过多次晋升，他于1860年以仅次于英国海军元帅的红旗海军上将（Admiral of the Red）军衔去世。
他的生活和事迹启发了19世纪和20世纪战争小说家的作品，特别是塞西尔·斯科特·福雷斯特 笔下的霍雷肖·霍恩布洛尔和帕特里克·奥布莱恩的主角杰克·奥布里。

## 引用
1. ↑   (PDF). Revista Navigator.   [9 February 2018]. （原始内容 (PDF)存档于2020-04-13）.
2. ↑  The heir-apparent to an earldom uses the Earl's next-highest title as a courtesy title; see Earl for details.
3. ↑  Even after he had inherited the title of Earl of Dundonald in 1831, he was often still referred to as Lord Cochrane.